# ユーディ・メニューイン国際コンクール
ユーディ・メニューイン国際コンクール（ユーディ・メニューインを記念する若いヴァイオリニストのための国際コンクール、Yehudi Menuhin International Competition for Young Vionlinists）は、イギリスで開催される音楽コンクールである。"for Young Violinists"と名称にあるように、ヴァイオリン部門のみのコンクールであり、22歳以上の者は出場できない。
イギリスの有名なヴァイオリニストであるユーディ・メニューインが1983年に創立した。
15歳以下のジュニア部門と16歳から21歳までのシニア部門に分かれる。第1位の賞金は、シニア部門が5000ポンド、ジュニア部門が3500ポンドである。

## 開催年と受賞者
歴代の日本人入賞者と著名な入賞者、および2002年以降の全入賞者を掲載する。
1983年
1985年
1987年
- シニア部門
  - 第4位　服部譲二（日本）
- ジュニア部門
  - 第4位　伊藤亮太郎（日本）

1989年
- シニア部門
  - 第1位　服部譲二（日本）

1991年
- ジュニア部門
  - 第5位　吉本奈津子（日本）

1993年
- ジュニア部門
  - 第1位　樫本大進（イギリス／日本）
  - 第6位　小野明子（日本）

1995年
- ジュニア部門
  - 第1位　ユリア・フィッシャー（ドイツ）
  - 第4位　白田照頼（日本）

1998年
- シニア部門
  - 第2位　小野明子（日本）
- ジュニア部門
  - 同率3位　神尾真由子（日本）

2000年
- シニア部門
  - 第1位　小野明子（日本）
- ジュニア部門
  - 第1位　梁美沙（韓国／日本）
  - 第3位　﨑谷直人（日本）

2002年
- シニア部門
  - 第1位　 So-Young Yoon（韓国）
  - 第2位　 大宮臨太郎（日本）
  - 第3位　 Simone Lamsma（オランダ）
  - 第4位　 Maksim Brylinski（ウクライナ）
- ジュニア部門
  - 第1位　 滝千春（日本）
  - 第2位　 Yyun-Su Shin（韓国）
  - 第3位　 Markus Tanneberger（ドイツ）
  - 第4位　 Jennifer Pike（イギリス／ポーランド）
  - 第5位　 白小路紗季（日本）
  - 第6位　 Alexandra Korobkina（ロシア）

2004年
- シニア部門
  - 第1位　Hye-Jin Kim（韓国）
  - 第2位　Daniel Khalikov（ウズベキスタン）
  - 第3位　Je Hye Lee（韓国）
  - 第4位　林 悠介（日本）
- ジュニア部門
  - 第1位　Joel C. Link（アメリカ）
  - 第2位　Danbi Um（韓国）
  - 同率3位　Ray Chen（オーストラリア）
  - 同率3位　Yoo Jin Jang（韓国）
  - 第5位　Esther Kim（アメリカ）

2006年
- シニア部門
  - 第1位　Hrachya Avanesyan（アルメニア）
  - 第2位　Robin Scott（アメリカ）
  - 第3位　Shuai Shi（中国）
  - 第4位　Sulki Yu（韓国）
- ジュニア部門
  - 第1位　郷古廉（日本）
  - 第2位　三浦文彰（日本）
  - 第3位　Yu-Chien Tseng（台湾）
  - 第4位　Robyn Bollinger（アメリカ）
  - 第5位　Stella Chen（アメリカ）
  - 第6位　Sirena Huang（アメリカ）

2008年
- シニア部門
  - 第1位　Ray Chen（オーストラリア）
  - 第2位　Jiafeng Chen（中国）
  - 第3位　Evgeny Sviridov（ロシア）
  - 第4位　Stella Chen（アメリカ）
- ジュニア部門
  - 第1位　Chad Hoops（アメリカ）
  - 第2位　Dmitry Smirnov（ロシア）
  - 第3位　Mindy Chen（アメリカ）
  - 第4位　Ke Zhu（中国）
  - 第5位　Seohyun Lim（韓国）

2010年
- シニア部門
  - 第1位　Angelo Xiang Yu（中国）
  - 第2位　Nigel Armstrong（アメリカ）
  - 第3位　Suyeon Kang（オーストラリア）
  - 第4位　Ji Won Song（韓国）
- ジュニア部門
  - 第1位　Kerson Leong（カナダ）
  - 第2位　Stephen Waarts（アメリカ）
  - 第3位　Anna Ji Eun Lee（韓国）
  - 第4位　東條大河（日本）
  - 第5位　Callum Smart（イギリス）

2012年
- シニア部門
  - 第1位　Kenneth Renshaw（アメリカ）
  - 第2位　Anna Ji Eun Lee（韓国）
  - 第3位　Alexi Kenney（アメリカ）
  - 第4位　Siyan Guo（中国）
- ジュニア部門
  - 第1位　Kevin Zhu（アメリカ）
  - 第2位　Soo-Been Lee（韓国）
  - 第3位　東條大河（日本）
  - 第4位　Grace Clifford（オーストラリア）
  - 第5位　Yehun Jin（韓国）

2014年
- シニア部門
  - 第1位　Stephen Waarts（アメリカ）
  - 第2位　Inmo Yang（韓国）
  - 第3位　Christine Seohyun Lim（アメリカ）
  - 第4位　Stephen Kim（アメリカ）
- ジュニア部門
  - 第1位　福田廉之介（日本）
  - 第2位　Daniel Lozakovich（スウェーデン）
  - 第3位　Ludvig Gudim（ノルウェー）
  - 第4位　Alex Zhou（アメリカ）
  - 第5位　Jaewon Wee（韓国）

2016年
- シニア部門
  - 第1位　Ziyu He（中国）
  - 第2位　SongHa Choi（韓国）
  - 第3位　Yu-Ting Chen（台湾）
  - 第4位　Jeein Kim（韓国）
- ジュニア部門
  - 第1位　Yesong Sophie Lee（アメリカ）
  - 第2位　Kevin Miura（アメリカ／日本）
  - 第3位　Johan Dalene（スウェーデン）
  - 第4位　NaKyung Kang（韓国）
  - 第5位　Anne Luisa Kramb（ドイツ）

2018年
- シニア部門
  - 第1位　Diana Adamyan（アルメニア）
  - 第2位　Nathan Mierdl（フランス／ドイツ）
  - 第3位　Hyunjae Lim（韓国）
  - 第4位　Tianyou Ma（中国）
- ジュニア部門
  - 同率1位　クロエ・チュア（シンガポール）
  - 同率1位　クリスチャン・リ（オーストラリア）
  - 第3位　Ruibing Liu（中国）
  - 第4位　Clara Shen（ドイツ）
  - 第5位　Hina Khuong-Huu（アメリカ／フランス／日本）
  - 第6位　Guido Sant'Anna（ブラジル）

2021年
- シニア部門
  - 第1位　Maria Duenas（スペイン）
  - 第2位　Simon Zhu（ドイツ）
  - 第3位　Hana Chang（アメリカ／日本／シンガポール）
  - 第4位　Karisa Chiu（アメリカ）
- ジュニア部門
  - 第1位　若尾圭良（アメリカ／日本）. YouTube.
  - 第2位　Edward Walton（オーストラリア／イギリス）
  - 第3位　Hannah Wan Ching Tam（中国）
  - 第4位　Kento Hong（アメリカ／日本／台湾）
  - 第5位　Boha Moon（韓国）